# Ashenhurst, Williams & Company
Ashenhurst, Williams & Company war ein Montagewerk für Kraftfahrzeuge und damit Teil der Automobilindustrie in Irland.

## Unternehmensgeschichte
Das Unternehmen aus Dublin wird erstmals 1913 erwähnt. 1919 nahm es den Vertrieb von Lastkraftwagen von Leyland Motors auf. Am 14. März 1935 wurde berichtet, dass ein Personenkraftwagen der Marke Crossley montiert wurde, dem 1937 ein weiterer folgt. Ab spätestens 1939 gab es eine Verbindung zu Citroën und dessen britischen Montagewerk Citroën U.K. 1951 begann die Montage von Citroën-Automobilen. Die Teile kamen aus England. 1966 endete die Pkw-Produktion. Bis zur Liquidation 1982 verkaufte das Unternehmen Leyland-Lkw. Einige wurden auch montiert.

## Fahrzeuge
Der Crossley von 1935 hatte einen Motor, der mit 10 RAC Horsepower eingestuft war. Die Karosserie wurde von Kellagher & Burrington bzw. Kellagher & Burrington angefertigt.
Von Citroën entstanden die Modelle Traction Avant Light 15 und DS. Mindestens ein Fahrzeug existiert noch.

## Produktionszahlen
Anfangs wurden jährlich etwa zwölf Citroën gefertigt. Nachstehend die Zulassungszahlen von Crossley- und Citroën-Fahrzeugen in Irland aus den Jahren, in denen Ashenhurst, Williams & Company sie montierte.
| Jahr      | Zulassungszahlen |
| --------- | ---------------- |
| 1935      | 1                |
| 1937      | 1                |
| 1951–1955 | nicht bekannt    |
| 1956      | 10               |
| 1957      | 4                |
| 1958      | nicht bekannt    |
| 1959      | nicht bekannt    |
| 1960      | 27               |
| 1961      | 25               |
| 1962      | 22               |
| 1963      | nicht bekannt    |
| 1964      | nicht bekannt    |
| 1965      | 14               |
| 1966      | 8                |
| Summe     | 112              |